# 大野実 (プロデューサー)
大野 実（おおの みのる）は日本のテレビプロデューサー。東京都出身。かつて読売広告社に所属していた。現在は尚絅学院大学の教授。
主にアニメーションや特撮ドラマを手がけており、葦プロダクション制作の『魔法のプリンセス ミンキーモモ』シリーズ及びスタジオぴえろ制作による1983年制作の『魔法の天使クリィミーマミ』を第1作とする『ぴえろ魔法少女シリーズ』のプロデューサーとして知られる。

## 担当作品

### アニメ
- 樫の木モック（1972年、製作担当）
- ポールのミラクル大作戦（1976年、製作担当）
- 逆転イッパツマン（1982年、製作担当）
- 魔法のプリンセス ミンキーモモ（1982年〔第1作〕・1991年〔第2作〕、プロデューサー）
- 魔法の天使クリィミーマミ（1983年、プロデューサー）
- 魔法の妖精ペルシャ（1984年、プロデューサー）
- 魔法のスターマジカルエミ（1985年、プロデューサー）
- 魔法のアイドルパステルユーミ（1986年、プロデューサー）
- まじかるハット（1989年、プロデューサー）
- サラダ十勇士トマトマン（1992年、企画）
- 幽☆遊☆白書（1992年、企画）
- 魔法のステージファンシーララ（1998年、企画）

他多数

### 特撮
- 小さなスーパーマン ガンバロン（プロデューサー）
- ウルトラマンティガ（企画）
- ウルトラマンダイナ（企画）
- ウルトラマンガイア（企画）